# Шелов, Дмитрий Борисович
Дми́трий Бори́сович Ше́лов (1 марта 1919, Москва, Московская губерния, РСФСР — 19 ноября 1993, Москва, Московская область, Россия) — советский и российский учёный-историк, археолог и нумизмат, доктор исторических наук, профессор.

## Биография
В 1941 году окончил МИФЛИ, обучался под руководством Б. Н. Гракова. В 1944 поступил в аспирантуру МГПИ им. В. П. Потемкина, затем перешёл в аспирантуру Института истории материальной культуры (ИИМК), защитив кандидатскую диссертацию на тему «Монетное дело Боспора VI—IV вв. до н. э.». После аспирантуры работал в ИИМК, в 1953—1956 годах — учёный секретарь, в 1956—1968 годах — заместитель директора, в 1975—1988 годах — заведующий отделом полевых исследований. Преподавал в МГУ.
В 1965 году защитил докторскую диссертацию на тему «Танаис и Нижний Дон».
Умер 19 ноября 1993 года, похоронен на Востряковском кладбище.
Сын Сергей (род. 1946) — лингвист.

## Научная деятельность
Инициатор и редактор 1-15 томов издания «Нумизматика и эпиграфика». Создатель Нижнедонской археологической экспедиции 1955 года, основные раскопки проведшей в Танаисе (один из основателей местного музея-заповедника). Автор ряда важных работ по античной нумизматике, археологии, эпиграфике Северного Причерноморья, взаимодействиям греков с рядом местных племён: скифами, меотами, сарматами. Создатель научной школы в античной нумизматике и археологии Сев. Причерноморья.
Некоторые работы:
- Танаис и Нижний Дон в III—I вв. до н. э. М., 1970;
- Танаис и Нижний Дон в первые века нашей эры. М., 1972;
- Керамические клейма из Танаиса III—I вв. до н. э. М., 1975;
- Coinage of the Bosporus VI—II centuries B. C. Oxf., 1978;
- Дипинти на амфорах из Танаиса. М., 1998 (совм. с Б. Беттгером).
- Коровина А. К., Шелов Д. Б. Раскопки юго-западного участка Танаиса (1956–1957 годов) // Древности Нижнего Дона. МИА5 , 1965, № 127.